# Exochus protector
Exochus protector är en stekelart som beskrevs av André Seyrig 1934. Exochus protector ingår i släktet Exochus och familjen brokparasitsteklar. Inga underarter finns listade i Catalogue of Life.